# Valentine Boucher
Valentine Boucher, britanski general, * 1904, † 1961.